# 项维聪
项维聪（1574年—？），字懋德，号听所，浙江温州府永嘉县軍籍丽水县人，明朝政治人物。同进士出身。

## 生平
萬曆二十二年甲午科浙江乡试举人，二十六年（1598年）戊戌科三甲139名進士。礼部觀政，次年授休宁县知县。二十八年任應天鄉試同考官，補望江知县，三十年调高淳县，三十四年升南工部主事，三十八年升郎中，本年升吉安知府，三十九年丁憂。四十二年補建昌知府，四十四年補九江知府，四十六年升本省副使，四十七年考察，天啓四年（1624年）補延平知府，五年九月升广西副使、江右道，崇祯元年（1628年）升参政，本年致仕。
项维聪于天启年间接替林联绶任延平府知府一职，後由楊錥接任。